# Resolutie 1854 Veiligheidsraad Verenigde Naties
Resolutie 1854 van de Veiligheidsraad van de Verenigde Naties werd unaniem door de VN-Veiligheidsraad aangenomen op 19 december 2008. Ze verlengde het wapenembargo en de reisbeperkingen tegen Liberia en het panel van experts dat hierop toezag wederom met een jaar.

## Achtergrond
Na de hoogtijdagen onder het decennialange bestuur van William Tubman, die in 1971 overleed, greep Samuel Doe de macht. Diens dictatoriale regime ontwrichtte de economie en er ontstonden rebellengroepen tegen zijn bewind, waaronder die van de latere president Charles Taylor. In 1989 leidde de situatie tot een burgeroorlog waarin de president vermoord werd. De oorlog bleef nog doorgaan tot 1996. Bij de verkiezingen in 1997 werd Charles Taylor verkozen en in 1999 ontstond opnieuw een burgeroorlog toen hem vijandige rebellengroepen delen van het land overnamen. Pas in 2003 kwam er een staakt-het-vuren en werden VN-troepen gestuurd. Taylor ging in ballingschap en de regering van zijn opvolger werd al snel vervangen door een overgangsregering. In 2005 volgden opnieuw verkiezingen, waarna Ellen Johnson-Sirleaf de nieuwe president werd.

## Inhoud

### Waarnemingen
Eerder waren de embargo's tegen kaphout en ruwe diamant uit Liberia beëindigd. De aanwezigheid van de UNMIL-vredesmacht bleef echter noodzakelijk om het land te helpen de controle te verwerven over haar hout-, diamant- en grensregio's.

### Handelingen
De Veiligheidsraad verlengde opnieuw het wapenembargo en de reisbeperkingen die in 2003 waren opgelegd met resolutie 1521 met 12 maanden. Deze zouden pas worden opgeheven als aan de in die resolutie gestelde voorwaarden was voldaan. Volgens het panel van experts werd op dat vlak geen vooruitgang geboekt.
Het mandaat van dat panel van experts werd eveneens verlengd, tot 20 december 2009, om de uitvoering en schendingen van deze maatregelen verder te onderzoeken. Alle landen en Liberia werden opgeroepen mee te werken met dit panel.

## Verwante resoluties
- Resolutie 1819 Veiligheidsraad Verenigde Naties
- Resolutie 1836 Veiligheidsraad Verenigde Naties
- Resolutie 1885 Veiligheidsraad Verenigde Naties (2009)
- Resolutie 1903 Veiligheidsraad Verenigde Naties (2009)

Lijst ·  1795 ·  1796 ·  1797 ·  1798 ·  1799 ·  1800 ·  1801 ·  1802 ·  1803 ·  1804 ·  1805 ·  1806 ·  1807 ·  1808 ·  1809 ·  1810 ·  1811 ·  1812 ·  1813 ·  1814 ·  1815 ·  1816 ·  1817 ·  1818 ·  1819 ·  1820 ·  1821 ·  1822 ·  1823 ·  1824 ·  1825 ·  1826 ·  1827 ·  1828 ·  1829 ·  1830 ·  1831 ·  1832 ·  1833 ·  1834 ·  1835 ·  1836 ·  1837 ·  1838 ·  1839 ·  1840 ·  1841 ·  1842 ·  1843 ·  1844 ·  1845 ·  1846 ·  1847 ·  1848 ·  1849 ·  1850 ·  1851 ·  1852 ·  1853 ·  1854 ·  1855 ·  1856 ·  1857 ·  1858 ·  1859